# Trikot (Mode)

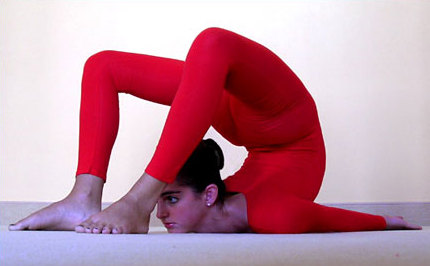
Kontorsionistin in Trikot

Das Trikot (von französisch tricoter ‚stricken‘) ist ein eng anliegendes Kleidungsstück aus hoch elastischer Maschenware, typischerweise in Trikotbindung. Ein Trikot bedeckt häufig den Oberkörper oder den ganzen Körper (abgesehen von Kopf, Händen und Füßen) und wird heute meist rundgewirkt.

## Geschichte

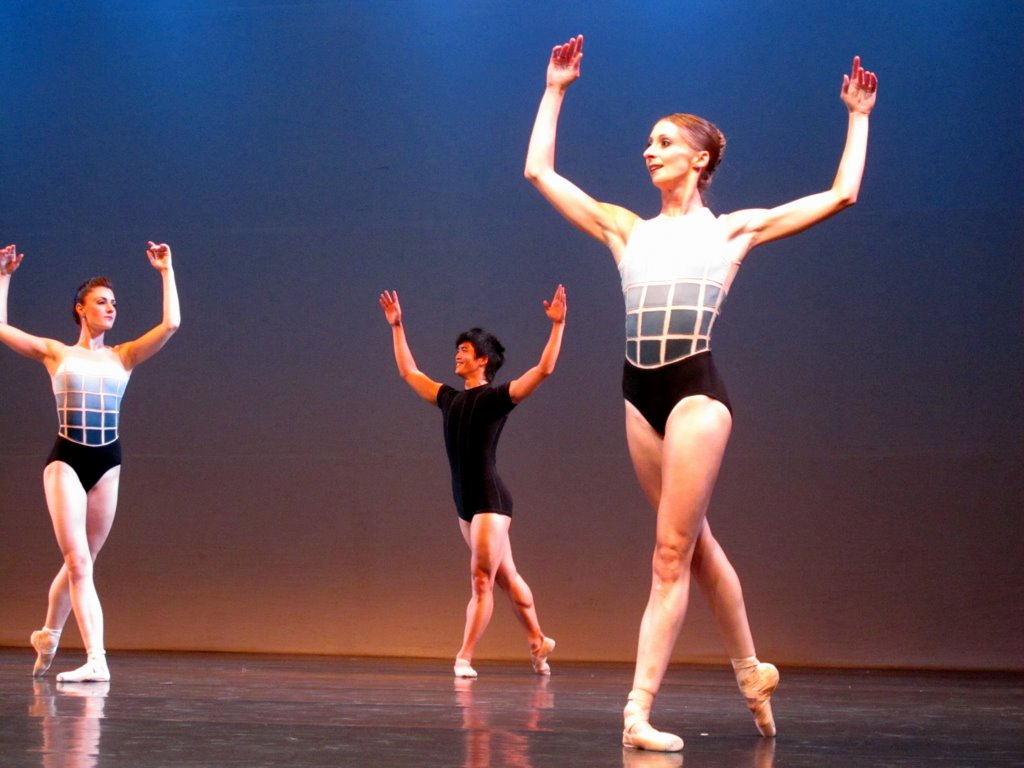
Auch als Ballett-Trikot bezeichnete Leotards

Um 1795/1810 eigneten sich die Frauen das Trikot als Unterwäsche an. Sie dienten etwa als Unterkleidung für die transparenten Musselinkleider in der Mode à la grecque um 1800.
Fleischfarbene Trikots werden getragen, wenn der Träger nackt erscheinen soll. Daher wurden Trikots (vor allem früher) von Akrobaten, Voltigeuren, Artisten, Turnern, Tänzern und Schauspielern getragen. Als Erfinderin des fleischfarbenen Trikots im Ballett gilt die Wiener Tänzerin Maria Viganò, die es 1793 erstmals verwendete. Es wurde dadurch möglich, die Röcke zu kürzen und beim Tanz die Beine sehen zu lassen, was ungeheures Furore hervorrief. Für die dadurch bewirkte Umwälzung der Ballettkunst wurde sie hoch gefeiert.